# Herumor y Fuinur
Herumor y Fuinur fueron dos de los Númenóreanos Negros en la Tierra Media legendarium creado por J. R. R. Tolkien.
Herumor significa en quenya ‘el señor de la oscuridad’.
Ambos son mencionados solo una vez, en el pasaje que se cita; 

Debido al poder de Gil-galad, estos renegados, señores al mismo tiempo poderosos y malvados, vivían en su mayor parte en las tierras del sur. Dos de ellos eran Herumor y Fuinur, quienes cobraron poder dentro de los Haradrim, un pueblo grande y cruel que moraba en las amplias tierras al sur de Mordor, más allá de las laderas del Anduin.
— «De los Anillos de Poder y la Tercera Edad» en El Silmarillion

Aunque a ambos se los menciona unos 1100 años después de los primeros registros sobre los Nazgûl, hay teorías sobre que ambos se convirtieron, de hecho, en dos de los Nueve, y sirvieron a Sauron durante toda la Segunda y la Tercera Edad.
Otro personaje llamado Herumor se menciona en «La nueva Sombra», una secuela incompleta a El Señor de los Anillos que fue incluida por Christopher Tolkien en Los pueblos de la Tierra Media. Aquí es mencionado en conexión con un creciente culto malvado en Gondor, ya durante la Cuarta Edad, transcurridos casi cien años del reinado de Eldarion, el hijo de Aragorn. Esta historia, sin embargo, fue rápidamente desechada por Tolkien, por lo que no puede decirse que pertenezca a la «historia oficial».

## Adaptaciones
En el juego de rol de los años 1980 titulado El Señor de los Anillos, el juego de rol de la Tierra Media, Herumor es explorado mediante una historia extendida. Sin embargo, Tolkien no tuvo nada que ver con estas publicaciones.
- Datos: Q11682464